# Argus (canonnière)
Pour les articles homonymes, voir Argus.
L'Argus est une canonnière fluviale française qui fut mise en service en 1900 pour assurer la protection des intérêts français en Chine. Elle a été désarmée en 1914, au début de la Première Guerre mondiale.

## Historique
La Grande-Bretagne et l'Empire allemand disposaient déjà de canonnières pour assurer la sécurité de leurs ressortissants en Chine, alors que la révolte grondait et que la guerre des Boxers allait éclater. C'est pourquoi le Conseil des Travaux porte commande auprès de la compagnie britannique Thornycroft, le 4 août 1899, de deux canonnières de type Woodcock (une canonnière britannique en service sur le Nil). Elles seront baptisées la Vigilante et l'Argus.
Lorsque la déclaration de guerre des Alliés à l'Allemagne et l'Autriche-Hongrie intervient en août 1914, l'Argus et la Vigilante sont désarmées à Hong Kong, la Chine restant neutre jusqu'en 1917. L'Argus est finalement vendue pour démolition à Hong Kong, le 5 février 1919.